# Trần Kim Vũ
Trần Kim Vũ là một nam đạo diễn hình ảnh lĩnh vực phim truyền hình người Việt Nam. Ông từng 3 lần giành giải Quay phim xuất sắc của Giải Cánh diều trong hạng mục phim truyện truyền hình.

## Giải thưởng
| Năm  | Sự kiện             | Hạng mục                | Đề cử              | Phim                      | Kết quả   | Chú thích                |
| ---- | ------------------- | ----------------------- | ------------------ | ------------------------- | --------- | ------------------------ |
| 2017 | Giải Cánh diều 2016 | Phim truyện truyền hình | Quay phim xuất sắc | Zippo, mù tạt và em       | Đoạt giải | cùng Nguyễn Hoàng Phương |
| 2021 | Giải Cánh diều 2020 | Phim truyện truyền hình | Quay phim xuất sắc | Cát đỏ                    | Đoạt giải | [ 2 ]                    |
| 2023 | Giải Cánh diều 2021 | Phim truyện truyền hình | Quay phim xuất sắc | Anh có phải đàn ông không | Đoạt giải | [ 3 ] [ 4 ]              |

## Tác phẩm
| Năm  | Phim                             | Đạo diễn                         | Ghi chú |
| ---- | -------------------------------- | -------------------------------- | ------- |
| 2017 | Zippo, mù tạt và em              | Trọng Trinh, Bùi Tiến Huy        | [ 1 ]   |
| 2020 | Hồ sơ cá sấu                     | Nguyễn Mai Hiền                  | [ 5 ]   |
| 2020 | 11 tháng 5 ngày                  | Lê Đỗ Ngọc Linh, Nguyễn Đức Hiếu | [ 6 ]   |
| 2021 | Cát đỏ                           | Lưu Trọng Ninh                   | [ 2 ]   |
| 2022 | Hành trình công lý               | Nguyễn Mai Hiền                  | [ 5 ]   |
| 2022 | Anh có phải đàn ông không        | Trịnh Lê Phong                   | [ 3 ]   |
| 2023 | Cảnh sát hình sự - Biệt dược đen | Phạm Gia Phương, Trần Trọng Khôi | [ 7 ]   |
| 2024 | Độc đạo                          | Phạm Gia Phương, Trần Trọng Khôi | [ 7 ]   |
| 2024 | Người một nhà                    | Trịnh Lê Phong                   | [ 8 ]   |